# Unternehmen Nordlicht (1944)

Der deutsche Rückzug aus Finnland 1944

Unternehmen Nordlicht war der Deckname einer deutschen Militäroperation für den Rückzug der 20. Gebirgs-Armee von der Petsamofront nach Nord-Norwegen Ende 1944 bis Anfang 1945.
Am 28. Oktober 1944 befahl General Alfred Jodl, Chef des Wehrmachtführungsstabs, die vollständige und rücksichtslose Deportation der norwegischen Bevölkerung und die Zerstörung aller Unterkünfte ostwärts des Lyngenfjords. Der Befehl wurde an den meisten Orten mit der befohlenen Härte und Gründlichkeit durchgeführt. Er war eines der Kriegsverbrechen, für das Alfred Jodl beim Nürnberger Prozess gegen die Hauptkriegsverbrecher verurteilt wurde.